# 켈렌켄
켈렌켄(Kelenken)은 공포새과에 속하는, 멸종한 날지 못하는 육식성 새의 한 속이다.
켈렌켄 구일러모이(K. guillermoi)는 마이오세 중기, 1천 5백만 년 전에 아르헨티나에서 아르젠타비스와 동시에 서식했다. 목과 다리가 길며 부리는 다른 공포새보다 가늘었다. 부리의 길이는 18 인치(45.7 센티미터)이며, 부리를 포함한 두개골 길이는 28 인치(71 센티미터)로 현재까지 존재했던 새들 중 그 머리 크기가 가장 크다. 켈렌켄은 공포새 중 가장 큰 종이며, 부척골 길이는 약 45 센티미터였다. 주로 중소형 포유류에서부터 대형 동물까지 육상 동물을 사냥하거나 다른 육식동물의 먹이를 빼앗아 먹었을 것으로 추정된다.